# Cheilodactylus gibbosus
Cheilodactylus gibbosus är en fiskart som beskrevs av Richardson, 1841. Cheilodactylus gibbosus ingår i släktet Cheilodactylus och familjen Cheilodactylidae. Inga underarter finns listade i Catalogue of Life.